# 이라크 공화국 수비대
공화국 수비대(압하스어: العراقي الجمهوري)는 이라크의 대통령이었던 사담 후세인의 명령에 의해 1969년 창설된 공화국 수비대이다.
공화국 수비대는 20만 정도로 걸프 전쟁을 일으켰으나, 연합군의 거센 공격에 5일 만에 무너져 내리고 말았다. 이라크 전쟁에 결과에 따라 사담 후세인의 정권이 붕괴하면서 공화국 수비대는 2003년 해체되었다.

## 걸프 전쟁
- 제1공화국수비대군단 (쿠웨이트)
  - 제1기갑사단 "함무라비(Hammurabi)"
  - 제2기갑사단 "알 메디나(Al-Medina) 알 무나웨라(al-Munawera)"
  - 제3기계화사단 "타와칼라 알라-알라하(Tawakalna ala-Allah)"
  - 제4기계화사단 "알 파우(Al Faw)"
- 제2공화국수비대군단 (바그다드 남부 )
  - 제6차량화사단 "네부카드네자르 2세(Nebuchadnezzer)"
  - 제7기계화사단 "아드난(Adnan)"
- 제5기계화사단 "바그다드(Baghdad)"
- 제8사단 "알 사이카(As-Saiqa)" (특수부대)

## 2003년 이라크 전쟁

### 전투 서열
- 제1공화국수비대군단 (남부)
  - 제2기갑사단 "알 메디나(Al-Medina)"
  - 제5기계화사단 "바그다드(Baghdad)"
  - 제7기계화사단 "아드난(Adnan)"
- 제2공화국수비대군단 (북부)
  - 기계화사단 "알 니다(Al Nida)"
  - 제6기계화사단 "네부카드네자르 2세(Nebuchadnezzer)"
  - 제1기갑사단 "함무라비(Hammurabi)"
- 제8사단 "알사이카(As-Saiqa)" (특수부대)
  - 특수부대 여단
  - 해병여단
  - 낙하산연대
  - 다수의 코만도 부대
- 특별 공화국 수비대
  - 제1여단 (경비)
  - 제2여단 (전투)
  - 제3여단 (전투)
  - 제4여단 (기갑)
  - 방공사령부 (2개 연대, 3개 포대)
  - 전차사령부 (2개 연대)

## 같이 보기
- 공화국 수비대